# Dom – Muzeum Aloisa Jiráska w Hronovie
Dom – Muzeum Aloisa Jiráska w Hronovie – zabytkowy dom w miejscowości Hronov.
Obiekt jest cennym przykładem budownictwa drewnianego i architektury ludowej, a jako miejsce urodzenia ważnego czeskiego pisarza Aloisa Jiráska ma również ogromne znaczenie z kulturowego i historycznego punktu widzenia.

## Opis
Parterowy dom szachulcowy wybudowany na planie prostokąta pod koniec XVIII w. z boczną izbą, garderobą i murowaną oborą, czyli z tradycyjnym trójdzielnym układem typu komorowego. Ściany zewnętrzne i wewnętrzne domu bielone są farbą wapienną. Dom i przybudówka z izbą nakryte są dachem czterospadowym pokrytym podwójnym gontem. 
Wnętrze
Układ wnętrza jest trzyczęściowy. Przez środek prowadzi sala, która jest połączona z prostokątną komorą i poprzecznym pomieszczeniem, do których wchodzi się z sieni. Komora posiada sufit z legarów. 
Sala poprzeczna (miejsce urodzenia pisarza) ma belkowany strop a podłogę wyłożoną deskami. Za drzwiami wejściowymi stoi prosty piec kaflowy. 
Pomieszczenie główne zajmujące prawą część budynku ma drewniany strop wsparty na dźwigarze a podłoga  wyłożona jest deskami. W rogu izby znajduje się piec kaflowy. Drzwi wejściowe do pokoju zdobią proste rzeźbione ornamenty a zamek posiada ciekawy mechanizm otwierania. W tylnym rogu holu zachowała się autentyczna kuchnia. 
Ceglana obora po lewej stronie ma sklepienia stajenne a jej przestrzeń podzielona jest współczesnymi ściankami działowymi, między którymi ulokowano obecnie biura. 
Dom jest częściowo podpiwniczony, pod głównym pomieszczeniem jest kamienna piwnica ze sklepieniem kolebkowym, do której prowadzą kamienne schody z sieni. 
Zewnętrze
Na zewnątrz główna ściana szczytowa posiada dwuskrzydłowe okna sześcioszybowe zwieńczone drewnianymi rzeźbionymi attykami. Szczyt jest lekko wysunięty i wsparty na belkach. W ścianie szczytowej są dwa proste, czteroszybowe okna o drewnianych ramach. Pod oknami w szczycie umocowana jest tablica pamiątkowa wykonana z brązu. Podobny układ ma szczyt boczny pomieszczenia poprzecznego, gdzie na parterze jest pomieszczenie dwutraktowe z oknami czteroszybowymi. Tylny szczyt domu jest pionowo oszalowany drzwiami na siano. Główna ściana okapowa posiada dwa podwójne sześcioszybowe okna w ościeżach ozdobionych rzeźbionymi attykami. Pośrodku ściany znajduje się wejście do sieni, za nim wejście do stodoły. Drzwi wykonane są z podłużnic z prostymi rzeźbionymi motywami na froncie, podobnie jak wejście z sieni do pokoju. Kruchta wyłożona jest płytami z piaskowca.